# Ting Čung-li
Ting Čung-li (čínsky pchin-jinem Dīng Zhònglǐ, znaky zjednodušené 丁仲礼; * 14. ledna 1957) je čínský geolog a politik. Po studiích působil v Geologickém ústavu Čínské akademie věd a Ústavu geologie a geofyziky Čínské akademie věd, roku 2005 byl vybrán mezi členy Čínské akademie věd, které byl v letech 2008–2020 místopředsedou. Paralelně zastával a zastává vysoké politické funkce jako místopředseda (2007–2017) a předseda (od 2017) Čínské demokratické ligy, jedné z menších politických stran Čínské lidové republiky a místopředsedou stálého výboru Všečínského shromáždění lidových zástupců (od 2018).

## Život
Ting Čung-li se narodil 14. ledna 1957 v okrese Šeng-čou v centrální části provincie Če-ťiang. V letech 1978–1982 studoval geochemii na katedře geologie na Čeťiangské univerzitě. Potom do roku 1988 pokračoval v magisterském a doktorském studiu paleontologie a stratigrafie v Geologickém ústavu . V následujících letech pracoval v Geologickém ústavu jako odborný asistent, pomocný vědecký pracovník, vědecký pracovník, zástupce ředitele oddělení výzkumu kvartérní geologie, přičemž v letech 1989–1990 absolvoval stáž na University of Alberta v Kanadě. Roku 1996 vstoupil do Čínské demokratické ligy, jedné z menších politických stran Čínské lidové republiky. V letech 1999–2007 byl výkonným zástupcem ředitele a ředitelem Ústavu geologie a geofyziky Čínské akademie věd, roku 2005 byl zvolen členem Čínské akademie věd a v letech 2003–2008 působil jako člen celostátního výboru Čínského lidového politického poradního shromáždění.
V prosinci 2007 byl zvolen místopředsedou ústředního výboru Čínské demokratické ligy (znovuzvolen v prosinci 2012), přičemž  i nadále pracoval v Ústavu geologie a geofyziky. Roku 2008 byl vybrán místopředsedou Čínské akademie věd (do roku 2020), roku 2008 a 2013 byl zvolen členem stálého výboru Všečínského shromáždění lidových zástupců a současně v letech 2014–2018 jako rektor vedl univerzitu Čínské akademie věd.
V prosinci 2017 byl zvolen předsedou ústředního výboru Čínské demokratické ligy, v březnu 2018 byl zvolen i místopředsedou stálého výboru Všečínského shromáždění lidových zástupců. V prosinci 2022 a březnu 2023 byl znovuzvolen do čela ligy, resp. do místopředsednické funkce ve shromáždění.